# Pure Earth
Pure Earth (anteriormente Blacksmith Institute) es una ONG estadounidense fundada en 1999 en la ciudad de Nueva York, tiene como objetivo crear un planeta limpio para los niños. Esta institución desarrolla y dispone soluciones para los problemas de contaminación de este mundo cambiante. Trabaja cooperativamente con sociedades de donantes, de gobiernos, y otras Organizaciones No Gubernamentales (ONG), así como sociedades. El BI apoya proyectos para la mejora del medio ambiente.

Ha realizado una lista de las 10 ciudades más contaminadas del mundo (The World's Worst polluted / Las localidades peor contaminadas del mundo). Aparte del este listado se mencionan otras 20 ciudades muy contaminadas; dando así un listado de 30 ciudades del mundo.

## Las diez ciudades más contaminadas (año 2007)
- Sumgayit, Azerbaiyán
- Linfen, China
- Tianying, China
- Sukinda, India
- Vapi, India
- Torreón, México
- Dzerzhinsk, Rusia
- Norilsk, Rusia
- Chernobyl, Ucrania
- Kabwe, Zambia.

## Otras localidades también mencionadas en la lista
- Los Ángeles, Estados Unidos de América, ciudad más contaminada del mundo y va a la cabeza de la lista del 2010
- Huancavelica, Perú
- Oriente, Ecuador
- Cuenca del Matanza-Riachuelo, en la Ciudad de Buenos Aires y Gran Buenos Aires, Argentina
- Dandora, Kenia
- Hazaribagh, India
- Dong Yang Huaxi, China
- Lanzhou, China
- Ürümqi, China
- Wanshan, China
- Haina, República Dominicana
- Mahad Industrial State, India
- Ranipet, India
- Oskemen, Kazajistán
- Maluu-Suu, Kirguistán
- Meycauayan, Filipinas
- Bratsk, Rusia
- Chitá, Rusia
- Magnitogorsk, Rusia
- Rudnaya Pristan, Rusia

## Las 5 ciudades más contaminadas del 2010
1. Los Ángeles, Estados Unidos de América
2. Ciudad de México, México
3. El Cairo, Egipto
4. Yakarta, Indonesia
5. Pekín, China.

Este listado muestra las 5 ciudades más contaminadas. Actualmente Los Ángeles, el martes 4 de mayo de 2010, registró más de 183 puntos de contaminación, lo cual hizo romper de nuevo el récord de la ciudad más contaminada del mundo desde el 2005.